# Protocol Independent Multicast

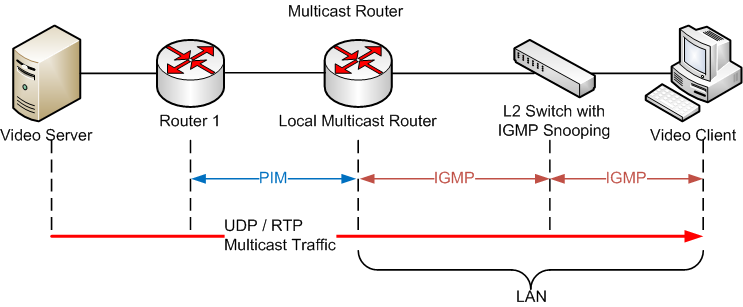
Ejemplo de arquitectura de red de Multicast

Protocol Independent Multicast (PIM), es un Protocolo de encaminamiento que crea una estructura de árbol de distribución entre los clientes multicast formando dominios.
PIM tiene diferentes formatos, los más usados son:
- PIM Sparse Mode (PIM-SM): es un protocolo para ruteo eficiente a grupos de multicast, es eficiente y construye un esquema tipo árbol de cada emisor a receptor en el grupo de multicast.
- PIM Dense Mode (PIM-DM): es un protocolo adecuado donde muchos nodos se suscribirán para recibir paquetes multicast. Básicamente crea árboles inundando de tráfico multicast todo el dominio y luego podando las ramas donde no hay receptores presentes. El primer protocolo de ruteo multicast DVMRP usaba PIM denso.[1]